# Pseudameira antennulata
Pseudameira antennulata is een eenoogkreeftjessoort uit de familie van de Ameiridae. De wetenschappelijke naam van de soort is voor het eerst geldig gepubliceerd in 1984 door Schriever.